# Brachychiton incarnatus
Brachychiton incarnatus är en malvaväxtart som beskrevs av G.P. Guymer. Brachychiton incarnatus ingår i släktet Brachychiton och familjen malvaväxter. Inga underarter finns listade i Catalogue of Life.